# 第4回立法院議員総選挙
第4回立法院議員総選挙（だい4かいりっぽういんぎいんそうせんきょ）は、1958年3月16日に行われた琉球政府の立法院議員選挙である。

## 選挙データ

### 公示日
- 1958年2月24日

### 投票日
- 1958年3月16日

### 議席数
- 29議席

### 選挙制度
- 小選挙区制

### 有権者数
- 426,084人
（男性：190,811人、女性：235,273人）

### 立候補者数
- 69人

## 主な争点
当間重剛が行政主席に就任して初めての立法院議員選挙であった。琉球民主党は従来、比嘉秀平前主席の与党として勢力を誇っていたが、当間は超然主義の姿勢をとっていたため、前回の総選挙のような積極的な選挙活動ができなかった。その影響からか、無所属候補者が多く出馬し、立候補者数が過去最大になった。
また、那覇市長問題で結成された統一戦線組織である民主主義擁護連絡協議会（民連）は、米軍基地の土地問題に対する住民の不満を背景に支持を拡大し、29選挙区中19選挙区で候補者を擁立、その伸長が注目された。

## 選挙結果

### 投票率
- 80.24%

### 当選者
民主＝琉球民主党、社大＝沖縄社会大衆党、民連＝民主主義擁護連絡協議会、無所＝無所属
- 第1区 - 宮里金次郎（社大）
- 第2区 - 新垣安助（無所）
- 第3区 - 喜納政業（民連）
- 第4区 - 山川泰邦（無所）※
- 第5区 - 吉元栄真（民主）
- 第6区 - 津嘉山朝信（無所）
- 第7区 - 山城善栄（社大）
- 第8区 - 久高将憲（民連）
- 第9区 - 中村栄春（民主）
- 第10区 - 知花英夫（無所）

- 第11区 - 平田嗣裕（民連）
- 第12区 - 平良幸市（社大）
- 第13区 - 又吉正雄（社大）
- 第14区 - 伊集盛吉（無所）
- 第15区 - 平良良松（社大）
- 第16区 - 宮里初子（社大）
- 第17区 - 山城善光（社大）
- 第18区 - 安里積千代（社大）
- 第19区 - 大湾喜三郎（民連）
- 第20区 - 大田昌知（無所）

- 第21区 - 長嶺秋夫（民主）
- 第22区 - 上原重蔵（民主）
- 第23区 - 親川仁助（民連）
- 第24区 - 瑞慶覧長仁（社大）
- 第25区 - 真栄城徳松（民主）
- 第26区 - 砂川武雄（無所）
- 第27区 - 与儀達敏（民主）
- 第28区 - 大浜信賢（無所）
- 第29区 - 星克（民主）

※は無投票当選

### 党派別獲得議席
選挙の結果、民主党が議席を大きく減らし、社大党が第1党となった。民連は得票数では第1党になったが、議席数では民主党、社大党に次ぐ第3党に留まった。
| 党派           | 得票数  | 得票率 | 議席 |
| -------------- | ------- | ------ | ---- |
| 沖縄社会大衆党 | 77,581  | 22.0%  | 9    |
| 琉球民主党     | 73,713  | 21.0%  | 7    |
| 民連           | 93,508  | 26.5%  | 5    |
| 無所属         | 107,304 | 30.5%  | 8    |

出典：表「党派別当選者数および得票数」、沖縄タイムス編集『沖縄年鑑』1969（昭和44年）復刻版、466頁　
民主党は、党にとって強固な地盤とされていた第8区や第23区などで民連候補に敗北、第28区でも無所属候補に敗れ、選挙前の17議席から7議席に激減、惨敗した。社大党は那覇市が選挙区である第18区で安里委員長が当選、それ以外の都市部の選挙区でも民連を抑えて完勝するなど、選挙前の7議席を上回る9議席を得て勝利した。民連も選挙前の1議席から5議席と躍進したものの、都市部では第19区で大湾喜三郎が当選した他は全て敗北し、伸び悩んだ。無所属は民主党と民連を上回る8名が当選し、今までに無い傾向として注目された（無所属のうち、2名はそれぞれ社大党と民主党に入党。選挙後の勢力分野は、社大党10・民主党8・民連5・無所6となった）。今回の選挙では第16区から立法院初の女性議員として宮里初子（社大党）が当選した他、新人も21名が当選するなど新人の進出も目立った。